# スカシカシパンマン
スカシカシパンマンは、テレビタレントの中川翔子が考案したキャラクター。または、このキャラクターが主人公のアニメ・マンガの作品。

## 来歴
- 2007年頃、スカシカシパンに興味を持った中川が、自身のブログでスカシカシパンマンのイラストを公表。また、NHK「MUSIC JAPAN」等のテレビ番組等でも中川本人によって紹介された。
- 2008年1月29日に、中川がプロデュースし、山崎製パン製作、ローソン限定の菓子パン「スカシカシパン」が発売されると、これと連動して携帯サイト限定アニメとして登場。声を担当したのは声優の若本規夫。
- 2008年3月に発売された中川の1stアルバム「Big☆Bang!!!」の、ボーナストラックに収録されている「スカシカシパン少し変？」（作詞・作曲：山田五郎）のプロモーション・ビデオに、実写キャラクターとして登場。なお、実写化にあたって製作された着ぐるみの製作費は70万円だったという。この着ぐるみは、プロモーション・ビデオのみに留まらず、テレビ番組やコンサート等にもたびたび登場している。
- 2008年4月、ワタナベエンターテインメント所属のタレントとなりスカシカシパンマン公式ブログをスタート。
- 2008年5月20日にローソンで2作目の菓子パン「スカシカシパン〜しょこらメロンパン〜」が発売。これに伴い今度は中川とスカシカシパンマンが出演する携帯サイト限定の実写トーク番組「今夜もスカさnight」の配信がスタート。今回も若本が声を当てた。
- 2008年8月に、携帯サイト限定アニメとして配信された全10話がDVDとなって発売された。
- 2008年8月、全国アニメイトにてグッズが発売された。
- 2008年9月、『電撃大王』で漫画「スカシカシパンマン〜まんざらでもない大冒険〜」の連載がスタート。作画はほんだありま。
- 2008年10月、千葉・幕張メッセで行われた東京ゲームショウ2008のインターチャネルブースに登場。2009年2月発売予定のニンテンドーDS用ゲームソフト「スカシカシパンマンDS」のPRのため。
- 2008年12月 インターチャネルブースにて【スカシカシパンマン×しょこ♥リータ】コミケ出展。
- 2009年3月、ニンテンドーDS用ゲームソフト「スカシカシパンマンDS」発売。
- 2009年10月、米国アーチスト、ダグラステンナペルによる米国版スカシカシパンマン（GO SKASHI）がデビュー。
- 2015年4月、スマートフォン用ゲームアプリ「白猫プロジェクト」中に期間限定で入手可能なキャラクターとして登場した。

## キャラクター概要
※ ここで述べているスカシカシパンとは死骸を漂白させたものである
- ウニの仲間であるスカシカシパンを擬人化したもの。
- ヒーローのような名前で、ネットでは体色がゴーレッドに似ていることが話題になっているが、実はただの変態。
- スカシカシパンの車輪を使うことでマッハ3での走行が可能。
- 怒るとスカシカシパンを投げて攻撃してくる。
- スカシカシパンのスカシ穴から女性の下着を透かし見る。
- 鼻がなく、臭いを全く感じとれない。

## アニメ作品

### 登場人物
- スカシカシパンマン（若本規夫）
- ハスノハカシパンマン（中國卓郎） ※スカシカシパンマンに翻弄されるヲタク。
- タコノマクラ（宮田幸季） ※兄のハスノハカシパンマンのせいでヲタクになるが、本人はあまり興味がない。
- エイ子（中川翔子） ※秋葉原のメイド喫茶で働く心優しき女性。体臭がキツイ。

### サブタイトル
| 話数 | 配信開始日    | サブタイトル                  |
| ---- | ------------- | ----------------------------- |
| 01   | 2008年1月29日 | スカシカシパン登場            |
| 02   | 2008年2月05日 | 追跡者                        |
| 03   | 2008年2月12日 | エイ子登場                    |
| 04   | 2008年2月19日 | 決戦!スカシカシパンvsヲタ兄弟 |
| 05   | 2008年2月26日 | リベンジ 前編                 |
| 06   | 2008年3月04日 | リベンジ 中編                 |
| 07   | 2008年3月11日 | リベンジ 後編                 |
| 08   | 2008年3月18日 | 噂話                          |
| 09   | 2008年3月25日 | 謀略                          |
| 10   | 2008年4月01日 | Dreams Come True              |

## DVD
- スカシカシパンマン・ザ・ムービー（2008年8月6日）

## テレビ出演
- HEY!HEY!HEY! MUSIC CHAMP（フジテレビ、2008年3月10日）
- 中川ブロードウェイ・ストリート（テレビ朝日、2008年6月20日）
- THE M（日本テレビ、2008年8月12日）
- しょこ♥リータ（テレビ東京、2008年12月17日 - 24日）「写真漫画を作ろう!」